# Immadellana sogai
Immadellana sogai är en insektsart som beskrevs av Young 1986. Immadellana sogai ingår i släktet Immadellana och familjen dvärgstritar. Inga underarter finns listade i Catalogue of Life.